# 断斑石鲈
断斑石鲈（学名：Pomadasys hasta）为石鲈科石鲈属的鱼类，俗名猴鲈、头鲈。分布于印度尼西亚至朝鲜以及中国南海、台湾海峡、东海南部等海域，属于近岸底层鱼类。其常生活于岩礁海区。该物种的模式产地在日本。